# きんこん土佐日記
『きんこん土佐日記』（きんこんとさにっき）は、村岡マサヒロの漫画作品。2004年（平成16年）4月連載開始。『高知新聞』夕刊→朝刊にて連載中であり、単行本が13巻まで発売中。また、高知新聞ホームページにおいてWEB版が週刊連載中（日曜日更新）。

## 概要
金婚（結婚50周年）を迎えたよしき、くにえを軸に孫のたくみを交えた3人が引き起こすほのぼのとした笑いのある日常を描いた4コマ漫画。土佐弁でのおじいちゃんとおばあちゃんのとぼけた掛け合い、幼い孫の意外な利発さ、辛口発言が好評とされる。また、2007年8月23日に連載1000回（単行本4巻収録）を達成した。

## 基本設定
基本的に登場人物の年齢は登場時から変わっていない。高知県吾川郡いの町が基本舞台となる。

### 主な登場人物
よしき
多趣味で、好きなことを突き詰めるタイプ。頑固な性格だが、孫にはとことん甘い。野球ずきで阪神タイガースファン。酒とコーヒーが好き。手品が得意。
くにえ
歳を取るにつれ天真爛漫な性格に磨きがかかってきており、熱しやすく冷めやすい。土佐のはちきん。一時期、ヨン様のファンだった。
たくみ
幼稚園に通う5歳児。共働きの両親が帰ってくるまで、祖父母（よしきとくにえ）の家で過ごしている。そのためか、たまに年寄り臭い行動をとる。野菜のズッキーニが好き。
くによし
よしき、くにえの子どもで、4人姉弟の末っ子だが長男。たくみの父。公務員。花粉症でその時期にはマスクを着用している。
みか
くによしの妻でたくみの母。出版関係の会社に勤務。

### その他の登場人物
まこと
たくみの友達。坊主頭が特徴。
しゅうさく
こちらもたくみの友達。ゲーマーでよくゲームをしており、ゲームを欲しがっては母親を困らせている。兄がいる。初期は暗い性格だったが最近では明るい存在で準レギュラーとなっている。
はやと
たくみの友達。ときどき余計なことをいう。
よしきの友達(名前不明)
3つの髪が特長。よくよしきと飲み会へ行く。何度も禁煙しようとしていた。これまでに3回禁煙を試みたが、うち2回は失敗している。　　
もとひろ
よしきの友達。自分の俳句が新聞にのったことがある。読売ジャイアンツファン。
くにえの友達(名前不明)
後ろの髪が丸いのが特長。くにえとよく買い物に行く。
くにえの友達
こちらも名前不明。太った体形が特長。チワワを飼っている。
サイボーグババア
いつでも手袋に日傘にサンバイザーをつけたおばさん。「サイボーグババア」はたくみが付けたあだ名である。
たかひろ
自称虫博士。
竹内
たくみの友達。花粉症。2010年3月31日にどこかへ引っ越した。彼は一度も顔を出したことがない。
ちなみにモデルは作者の元担当記者である。

## 単行本
きんこん土佐日記 1
2004年（平成16年）4月1日 - 2005年（平成17年）4月1日までの1年分（300本）を収録。また、書き下ろし作品や黒潮マンガ大賞佳作のストーリー漫画も同時収録。ISBN 4875031653
きんこん土佐日記 2
2005年（平成17年）4月2日 - 2006年（平成18年）4月1日までの1年分を収録。書き下ろし作品やタイトルイラストのなぞ解決コーナーやWab版や「えんぴつで描くきんこん土佐日記」や「きんこん土佐弁教室」も同時収録。ISBN 4875031599
きんこん土佐日記 3
2006年（平成18年）4月3日 - 2007年（平成19年）4月1日までの1年分を収録。4月1日のエイプリルフール漫画が、2007年（この巻）のみ3本立てだった。書き下ろし作品やタイトルイラストのなぞ解決コーナーやカラー版も同時収録。ISBN 4875031491
きんこん土佐日記 4
2007年（平成19年）4月2日 - 2008年（平成20年）4月1日までの1年分を収録。書き下ろし作品やタイトルイラストのなぞ解決コーナーやカラー版も同時収録。ISBN 4875031459
きんこん土佐日記 5
2008年（平成20年）4月2日 - 2009年（平成21年）4月1日までの1年分を収録。書き下ろし作品やタイトルイラストのなぞ解決コーナーやカラー版も同時収録。ISBN 4875031351
きんこん土佐日記 6
2009年（平成21年）4月2日 - 2010年（平成22年）4月1日までの1年分を収録。書き下ろし作品やタイトルイラストのなぞ解決コーナーやカラー版や「きんこんコラム」も同時収録。ISBN 4875031300
きんこん土佐日記 7
2010年  (平成22年)  4月2日 - 2011年  (平成23年) 4月1日までの1年分を収録。書き下ろし作品やタイトルイラストのなぞ解決コーナーやカラー版や「村岡メモ」も同時収録。ISBN 4875031254
きんこん土佐日記 8
2011年  (平成23年)  4月2日 _ 2012年  (平成24年) 4月1日までの1年分を収録。書き下ろし作品やタイトルイラストのなぞ解決コーナーやカラー版や「実録はちきん4コマ」も同時収録。ISBN 4906910084
きんこん土佐日記 9
2012年  (平成24年)  4月2日 - 2013年  (平成25年) 4月1日までの1年分を収録。書き下ろし作品やタイトルイラストのなぞ解決コーナーやカラー版も同時収録。たくみのしおり付き。
きんこん土佐日記 10
2013年(平成25年)    4月2日 - 2014年（平成26年）4月1日までの1年分を収録。書き下ろし作品やタイトルイラストのなぞ解決コーナーやカラー版も同時収録。キャミさんのしおり付き。
きんこん土佐日記 11
2014年(平成26年)4月2日  -  2015年(平成27年) 4月1日までの1年分を収録。11巻からカバーデザインを一新。書き下ろし作品やタイトルイラストのなぞ解決コーナー、カラー版や新コーナー「くにえのすくらっぷ」も同時収録。初版に限りふじやんのしおり付き。
きんこん土佐日記12
2015年(平成27年)4月2日ｰ2016年(平成28年)4月1日までの一年分を収録。書き下ろし作品やタイトルイラストのなぞ解決のコーナー、カラー版も同時収録。 探検服姿でポーズを決めるおじいのしおり付き
きんこん土佐日記13
2016年(平成28年)4月2日ｰ2017年(平成29年)4月1日までの一年分を収録。書き下ろし作品やカラー版も同時収録。初版には新作の限定カラー4こま特製しおり付き